# Kudan
Kudan, est une zone de gouvernement local de l'État de Kaduna au Nigeria (Afrique),.
Le chef-lieu en est Hunkuyi.

## Source
- (en) Cet article est partiellement ou en totalité issu de l’article de Wikipédia en anglais intitulé « Kudan, Nigeria » (voir la liste des auteurs).